# Susceptibilité magnétique des roches

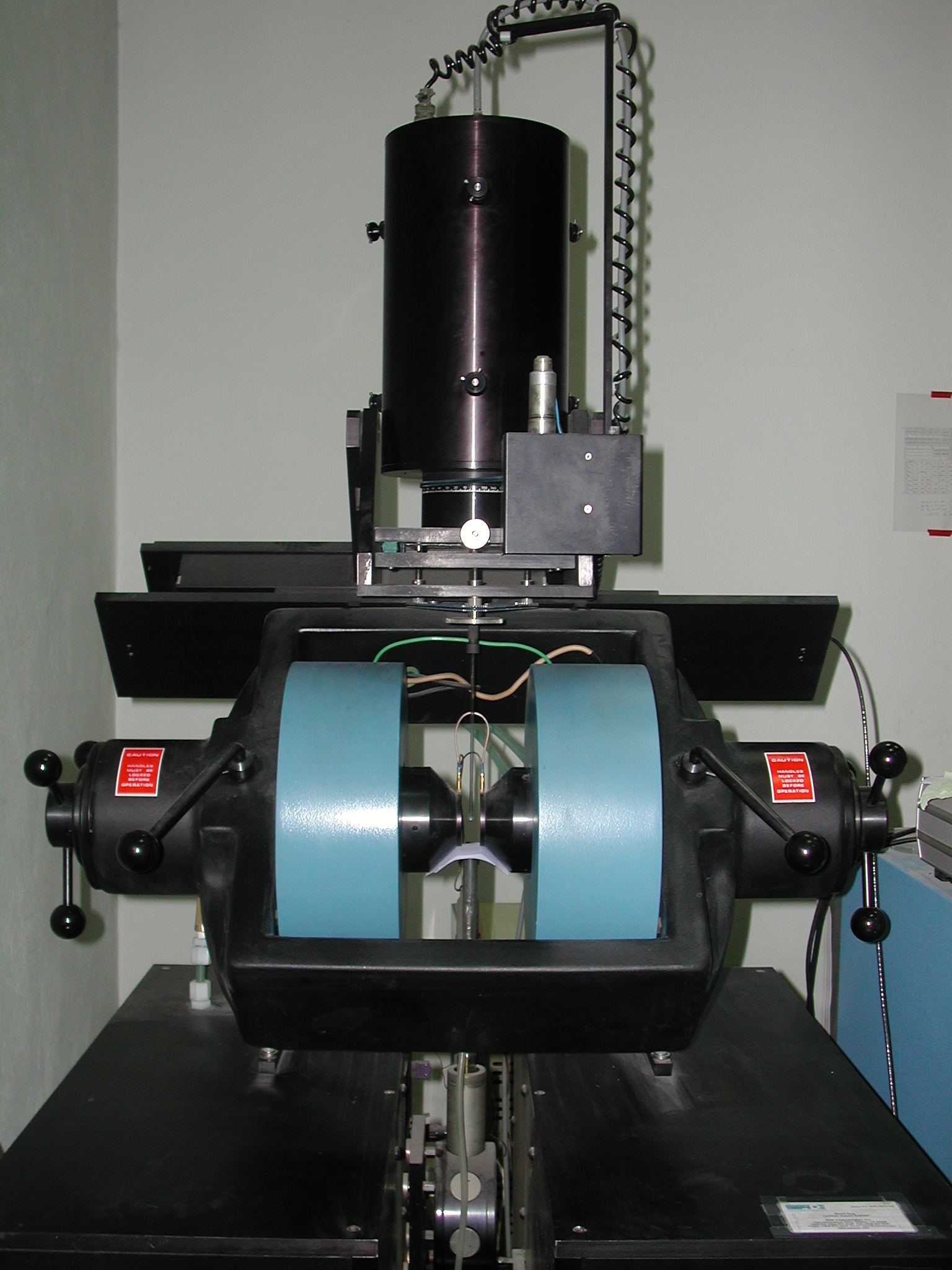
Un magnétomètre à échantillon vibrant, un outil largement utilisé pour mesurer l'hystérésis magnétique.

La susceptibilité magnétique, appliquée à l'étude des roches, permet de retrouver l'orientation magnétique des minéraux dans celles-ci par rapport au champ magnétique ambiant de l'époque.
Cette discipline assez récente prend de plus en plus de place dans le domaine de la géologie.

## Cas général
L'étude de l'orientation des minéraux selon le champ magnétique de l'époque est utile aussi dans le domaine du magmatisme et du paléomagnétisme dans le cas des dorsales océaniques afin de démontrer la théorie de la tectonique des plaques.

## Cas particuliers des granites
Le principe de la mesure de l'anisotropie de susceptibilité magnétique, ou ASM, ainsi que les éléments de minéralogie magnétique, peuvent être appliqués aux roches granitiques ; d'une approche plus pratique, elle permet d'étudier la fabrique magnétique des granites, soit paramagnétique, sans magnétite dominante où le signal est porté par les différents types de silicate ferrifère soit ferromagnétique à magnétite dominante. Certains granites peuvent être à minéralogie magnétique composite. D'après plusieurs études ASM, la fabrique cristalline des granites se révèle particulièrement homogène, de l'échelle de l'échantillon jusqu'à celle de plutons tout entiers : les renseignements obtenus à partir de l'orientation préférentielle des cristaux acquises avant la cristallisation du magma apportent des données sur les implications rhéologiques et cinématiques concernant la déformation crustale et permettent aussi de cerner les modalités de transfert de magma dans la croûte. L'anisotropie des granites conduit donc à un renouveau des études géologiques des terrains dominés par les roches granitiques.

Les études ASM permettent de cartographier des massifs granitiques coloriés souvent en rouge sur la carte géologique et ainsi d'obtenir les linéations d'étirement et de compléter les études de géologie structurale. 

Ce n'est qu'après ce stade d'étude, et non avant comme c'est souvent le cas, que les études géochimiques et pétrographiques plus fines interviendront. 